# جود بيريرا
جود بيريرا هو سياسي أسترالي، ولد في 27 مايو 1953 في سريلانكا في الإمبراطورية الهولندية. نشط حزبياً في حزب العمل الأسترالي (فرع فكتوريا) ‏. وقد انتخب عضو الجمعية التشريعية  في فيكتوريا ‏ عن دائرة Electoral district of Cranbourne ‏ (25 نوفمبر 2002 – 24 نوفمبر 2018).